# 偏執病
偏執病（へんしゅうびょう、偏執症）、パラノイア（英: paranoia）は、 不安や恐怖の影響を強く受けており、他人が常に自分を批判しているという妄想を抱くものを指す。妄想性パーソナリティ障害の一種。妄想症とも。独立疾患とする立場と、統合失調症の一種とする立場、または一定の素因と生活史や状況などを原因とする立場などがあり、統一した見解はない。
1つのテーマの妄想をもとに、周囲の出来事を次々に関係付けていき、妄想が広がるのが特徴。自らを神か、或いは運命などにより選ばれた、特別・特殊な人間であると信じたり（誇大性）、根拠が極めて薄弱にもかかわらず、隣人に攻撃を受けている、受けようと仕掛けられている、などといった異常な被害妄想に囚われるが、この強い妄想を除いた面では、人格や職業能力面において常人と変わらず、行動は首尾一貫しているのが特徴。
治療のための薬物（精神安定剤等）は現段階ではデータが不足しており、推奨されていない。

## 妄想の種類
誇大妄想に分類されるものとしては、恋愛妄想、血統妄想、宗教妄想、発明妄想など。自分の生命・地位・財産が脅かされると感じる被害（迫害）妄想、性的パートナーの不貞を確信する嫉妬妄想、身体的異常を確信する心気妄想、不利益を被ったと確信し、その回復のための闘争を徹底的に行う好訴妄想などがある。

## 兆候と症状
| 【1】一緒にやっていく I am OK ，You are OK （健康な立場）     | 【2】排除する I am OK , You are not OK （偏執的・被害妄想的な立場） |
| 【3】＊＊＊からの逃避 I am not OK , You are OK （憂鬱な立場） | 【4】行き止まり I am not OK , You are not OK （不毛な立場）         |

パラノイアの一般的な症状は帰属バイアスである。患者は典型的には現実に対して偏った認識を持っており、しばしば敵意を呈している。パラノイアらは他人の偶然の行動を意図的、もしくは脅迫的であるかのように認知する。
パラノイア集団への非臨床的調査によれば、無力さと落ち込み、孤立した自分、活動の放棄といった特徴はより重いパラノイアを呈する者と関連しうることが分かっている。一部の研究者らは性的欲求的、迫害的、訴訟的、高貴さなど、さまざまなパラノイアの症状に対して異なるサブタイプを作成している。
パラノイアは不審で厄介な人格特性を持つため、パラノイアらが対人関係において成功することは考えにくい。大部分のパラノイアは独身である傾向がある。
いくつかの研究によれば、パラノイアにはヒエラルキーがある。最上位階層のパラノイアはより深刻な脅威を伴うが、最も少数である。階層の最下部に位置するのは社会的不安を持つタイプであり、最も頻繁に現れるパラノイアである。
過去には独裁者の病気とも呼ばれた。独裁者は他人に自分の地位をはく奪される、または、暗殺される危険性と隣り合わせな為、他人を信用できなくなったからと言われている。

## 原因

### 社会的・環境的要因
患者の社会的環境は、パラノイアの症状について大きな影響を与えている。メキシコ北部チワワ州シウダー・フアレスおよび米国テキサス州エルパソの住民に対して行われたメンタルヘルス調査によれば、パラノイアにより生じる信念は、社会的環境によって引き起こされる無力感や被害者意識と関連している可能性があるという。女性や社会的地位が低い人たちは、支配の場を外部に求める傾向が高いことを示す研究を引用したうえで、一部の研究者らは女性は特に社会的地位が被害妄想に対して影響をもたらしやすくなり得ると示唆した。
調査によれば、パラノイアは、問題を抱えている親子関係や互いの信頼感が欠如している環境、例えば規律が厳しく不安定な環境から発症する可能性があり、これらがパラノイアの原因になっていることが明らかになっている。また、一部の情報源は、子を甘やかすと、周囲との関係について子に混乱を与え、却って被害妄想を引き起こしやすくしたり、悪化させたりする可能性を指摘している。頻繁な失望感やストレス、絶望感は、いずれもパラノイアを生み出したり、強化したりすることが分かっている。
社会的に差別を受けることは、パラノイアの潜在的な予測因子であるとも報告されている。これによれば、生涯を通じてより多くの差別を経験してきた高齢の患者にパラノイアはより多く現れるとしている。移民は一般の人々より精神病に罹りやすいが、これは移民が彼らよりも頻繁に差別や侮辱を受けることを経験することに関連している可能性がある。

### 心理的要因
罪悪感や誇張主義などの心理状態は、機能的パラノイアの根底の原因になり得る。
コルビー(1981)は、パラノイア的認知（paranoid cognition）を「特定の悪意のある個人または集団による嫌がらせ、脅迫、傷害、抑圧、迫害、非難、虐待、殺害、不当な扱い、いじめ、軽蔑、中傷などを受けるという思考に命題内容が集中しているような被害妄想および誤った信念」と定義した。ロビンズならびにポストは、パラノイア的認知を構成する要素として次の3つを認めている。
1. 他人が自分を搾取、加害もしくは欺瞞しているのではないかという十分な根拠がない疑念
2. 友人や同僚の誠実さや信頼関係に対する筋違いな疑念への没入
3. 情報が悪意ある他人によって利用されるのではないかという妥当性を欠く恐怖感を理由とする、他人との対話の躊躇(以上、1997, p. 3)

パラノイア的認知は、臨床心理学によってほぼ独占的に構成心理学の観点から概念化されてきた。この観点からすると、パラノイア的認知は、精神内の葛藤や混乱の表出である。例えばコルビー(1981)は、自己の問題を他者のせいにするというそのような偏見は、屈辱感によって生じる苦痛を和らげ、無力さの責任が自分にあることを否定するのに寄与するものだとしている。このような精神内部の分析は、パラノイア的認知の原因が、患者の頭の中の問題であることを強調し、むしろ周辺の社会的環境に関連している可能性を否定している。多くの研究者が、パラノイア的認知を構成する要素である不信感と猜疑心との要因について研究した際に、社会的相互作用の重要性を強調していたという点で、この観点は非常に重要な意味を持つ。さらに、信頼関係の構築モデルは、2人以上の人間間の信頼度は、彼ら同士の対話の累積回数に比例して増減することを突き止めている